# جيمس ماثيوز (سياسي)
جيمس ماثيوز هو محامي وسياسي أمريكي، ولد في 4 يونيو 1805 في Liberty Township, Trumbull County, Ohio ‏ في الولايات المتحدة، وتوفي في 30 مارس 1887 في كنوكسفيل في الولايات المتحدة. نشط حزبياً في الحزب الديمقراطي. وقد انتخب عضو مجلس نواب أوهايو ‏ وانتخب عضو مجلس النواب الأمريكي ‏.